# Mate Eterović
Mate Eterović , hrvaški nogometaš, * 13. julij 1984, Split.

## Življenjepis
Mate Eterović se je rodil v Splitu in odraščal v mestu Supetar.To je majhno mesto z okoli 3.000 prebivalci na  otoku Braču. Z nogometom se je začel ukvarjati pri 8 letih.Kot otrok in mladinec je igral za oba najboljša hrvaška kluba. Doslej je igral za 7 različnih klubov v petih državah (Hrvaška,Slovenija,Madžarska,Grčija,Iran).Od 19.januarja 2015 igra kot napadalec v slovenski prvi ligi za Domžale.To je njegov šesti slovenski klub.V sezoni 2013/14 je bil z 26 goli najboljši strelec Prve SNL.